# 贡纳尔·萨穆埃尔松
贡纳尔·萨穆埃尔松（瑞典語：Gunnar Samuelsson，1927年5月2日—2007年11月4日），瑞典男子越野滑雪运动员。他曾代表瑞典参加1956年冬季奥林匹克运动会越野滑雪比赛，获得男子4×10公里接力铜牌。